# Armies of Exigo
Armies of Exigo ist ein Fantasy-Echtzeit-Strategiespiel für Windows und das Erstlingswerk des ungarischen Studios Black Hole Entertainment.

## Spielprinzip
Es stehen drei Fraktionen zur Auswahl: „Imperium“, „Untiere“ und „Gefallene“.
Menschen, Zwerge und Elfen sind auf der Seite des Imperiums; Orks und Trolle auf der Seite der Untiere und Untote und insektenartige Kreaturen auf der Seite der Gefallenen. Jede Fraktion hat seinen ganz individuellen Baustil, seine eigenen Fähigkeiten, Helden und Einheiten.
Das besondere an Armies of Exigo ist, dass es auf vielen Karten einen begehbaren Untergrund gibt. Der Spieler kann so zwischen den verschiedenen Oberflächen hin- und herwechseln. Das eröffnet eine gewisse strategische Tiefe und ermöglicht z. B. Überraschungsangriffe.

## Im Vergleich zu WarCraft III
Das Spiel erhielt überwiegend gute Kritiken, wurde jedoch manchmal als Warcraft-III-Kopie eingestuft, da es ähnlich aufgebaut ist und viele Gemeinsamkeiten mit dem Fantasy-Strategiespiel von Blizzard Entertainment hat. Einer der Hauptunterschiede ist jedoch die bessere und realistische Grafik. Dennoch ist Armies of Exigo weitgehend in Vergessenheit geraten und wird kaum noch gespielt, während WarCraft III bis heute ein populärer und langlebiger Titel geblieben ist, was vor allem am Support durch Blizzard und der Modding-Community liegt. 2020 erschien außerdem ein Remaster von WarCraft III. Armies of Exigo wurde aus dem Vertrieb genommen, Entwickler Black Hole Entertainment hat 2012 geschlossen.

## Pressespiegel
Bewertungen in PC-Spielemagazinen:
- GameStar, Ausgabe 2/2005: 81 % Spielspaß
- PC Games, Ausgabe 1/2005: 82 % Spielspaß
- PC Action, Ausgabe 2/2005: 83 % Spielspaß
- SFT, Ausgabe 2/2005: „Gut“ (2,0)